# Dealul Veverița
Dealul Veverița este situat la 2 km est de localitatea cu aceeași denumire, raionul Ungheni. Are o altitudine maximă de 407 m, situându-se astfel pe locul 2 printre cele mai înalte dealuri din Republica Moldova. Dealul se prezintă ca un masiv mai proeminent în sistemul deluros al Moldovei Centrale.